# Sköterska
Sköterska syftar på en person med någon form av omvårdande uppgift eller liknande yrkeskategori. Det är en informell yrkesbeteckning.
Ofta används termen sköterska som en vardaglig kortform för sjuksköterska. I sammansättningar är det vanligt att tala om narkossköterska, IVA-sköterska, KOL-sköterska, BVC-sköterska eller skolsköterska, även om narkossjuksköterska och så vidare är mer fullständigt. Samtidigt är distriktssköterska en formell term för en viss typ av vidareutbildad sjuksköterska.
Uttrycket sköterska ska inte förväxlas med någon skyddad yrkestitel enligt lagen (1998:531) om yrkesverksamhet på hälso- och sjukvårdens område . Därtill kommer att skyddade yrkestitlar kräver att personen som skall utöva yrket har en formell och av myndighet godkänd utbildning och i vissa fall även att en formell legitimation har utfärdats. 
Ordet sköterska är skilt från skötare, som är en officiell beteckning på personal inom främst psykiatrin. Barnsköterska är en formell term för undersköterskor med inriktning mot vård av barn.